# Pareutaenia arnaudi
Pareutaenia arnaudi là một loài bọ cánh cứng trong họ Cerambycidae.